# ウィリアム・ヒントン
ウィリアム・ハワード・ヒントン（William Howard Hinton、1919年2月2日 - 2004年3月15日）は、アメリカ合衆国の農業従事者、ジャーナリストである。韓丁という中国名を持つ。
マルクス主義を信奉しており、1966年に出版された『翻身』(Fanshen)という本でよく知られている。この本は、1940年代の中国共産党による土地改革計画を、中国北部の山西省にある張庄村で記録した「革命のドキュメンタリー」である。続編で、1950年代から文化大革命にかけてのこの村の様子を描いている。ヒントンは多くの執筆や公演で、毛沢東主義の考え方を説明し、後には鄧小平の市場改革を批判するようになった。

## 若年期と教育
ヒントンは1919年2月2日にイリノイ州シカゴで生まれた。父のセバスチャン・ヒントンは弁護士で、ジャングルジムを発明したことで知られているが、後に自殺している。父方の曽祖父に数学者のジョージ・ブール、祖父に数学者のチャールズ・ハワード・ヒントン、大叔母（祖母の妹）に小説家のエセル・リリアン・ヴォイニッチがいる。母のカーメリタ・ヒントンは教育者で、バーモント州の独立系進学校であるパットニー・スクールの創立者である。妹のジョーン・ヒントンは核物理学者で、ロスアラモス国立研究所でマンハッタン計画に携わった後、北京に移住して毛沢東主義者となった。
ヒントンはハーバード大学に2年間通い、スキー部のキャプテンを務めた。1939年、ワシントン山頂から滑り降りるスキーレースであるインフェルノレースに出場した。このとき、前を滑るトニー・マットがヘッドウォール（氷河によってできた切り立った壁）を直滑降で滑り降りた。ヒントンは1996年に「観客から大きな歓声が上がったので、マットが何か特別なことをしたのだとわかった」と述べている。ヒントンは、1941年にコーネル大学で農学と酪農学の学士号を取得した。

## キャリア

### 中国での経験
ヒントンは1937年に初めて中国を訪れた。当時のアメリカでは、1920年代以降の中国共産党に対する見方が、不安と敵意の間を行き来していた。アメリカで共産主義の「専門家」と称する人の多くは、マルクス・レーニン主義の政党がアジアの農民に受け入れられていることに戸惑いを覚えていた。外交官の中には、中国共産党を「革命家を自称する農地改革派」と見なす者もいた。また、中国共産党がソ連とどの程度結びついているのかも分からなかった。
フランクリン・D・ルーズベルト大統領や、ヘンリー・ルースの『タイム』誌をはじめとするメディアが国民党に注目していたこともあり、中国で共産党が重要な位置を占めるようになっても、アメリカの一般市民の関心は薄かった。第二次世界大戦でアメリカが中華民国や他の連合国と一緒に対日戦争に参戦したとき、国民党率いる対日連合戦線が共産党と暗黙の同盟を結んでいたにもかかわらず、アメリカの外交官には共産党との接点がほとんどなかったのである。
ヒントンが初めて中国を訪れた1930年代半ば、エドガー・スノー、ヘレン・フォスター・スノー、オーウェン・ラティモアなどの数少ないアメリカ人ジャーナリストが、国民党の封鎖をかいくぐって共産党の支配地内に潜入していた。彼らは皆、自分たちが目にした共産党の高い士気、社会改革、対日戦争への貢献を称賛した。
その後、1945年から1953年にかけて中国に滞在した。アメリカの戦時情報局の職員だったヒントンは、重慶で行われた国民党と共産党の和平会談に出席し、周恩来や毛沢東に会っている。その後、山西省南東部の解放区である長治市近郊の大学に英語教師として赴任した。
その後、国連のトラクター技術者として、中国の農村で近代的な農法の研修を行った。1948年にヒントンが働いていた省を共産党が解放したとき、彼は大学に所属する農地改革作業チームへの参加を希望し、長治市郊外の張庄村に移った。同年、当時の妻であるバーサ・スネックと中国で合流した。
ヒントンは8か月間、畑仕事に従事しつつ、農地改革の会議に出席し、そのプロセスを丹念にメモした。農業の機械化や教育の発展を支援し、主に共産党が支配する中国北部・長治市の村に滞在して住民との親交を深めた。ヒントンは、識字率の向上、封建制度の解体、女性の平等性の確保、村を治めていた清朝時代からの地主制度を評議会に置き換えるなど、共産党の取り組みを地元の人々に紹介した。ヒントンは中国滞在中に千ページ以上のメモを取ったという。

### アメリカへの帰国
朝鮮戦争が終結した1953年、ヒントンはアメリカに帰国した。ヒントンは中国での革命の記録をまとめたいと考えていたが、当時はマッカーシズムの真っ只中であり、中国で記録した書類は税関で押収され、ジェームズ・イーストランド上院議員が委員長を務める上院の国内安全保障委員会に引き渡された。その後もFBIからの嫌がらせが続き、パスポートを没収され、教師としての仕事も一切できなくなった。最初はトラックの整備士として働くことを許されていたが、後にブラックリストに掲載され、どこからも雇用されなくなった。そのため、母親から受け継いだ土地で農業を始め、15年ほど農業で生計を立てていた。この間、ヒントンは中国の革命について語り続け、上院委員会から自分の書類を取り戻すための訴訟を行い、最終的に勝訴した。
中国で記録した書類が政府から返還された後、ヒントンは、観察者であり参加者でもあった張庄村の農地改革を記録した『翻身』の執筆を始めた。この本は、多くの出版社から出版を断られた後、1966年にマンスリー・レヴュー社から出版され、数十万部の売り上げを記録し、10か国語に翻訳された。この本の中で、ヒントンは張庄村での革命の体験を検証し、中国の農村における対立、矛盾、協力を描いている。
エドガー・スノーが亡くなった後は、中華人民共和国に同調するアメリカ人として最も有名になり、1974年から1976年にかけて米中人民友好協会の初代会長を務めた。同協会は、周恩来とのインタビューを掲載して物議を醸した。
1971年には文化大革命のさなかの中国を再訪問した。文革の目的自体は支持しながらも、清華大学での紅衛兵どうしの権力闘争を批判的に描いた『百日戦争』を執筆した。
1980年代にポスト毛沢東政権が人民公社を撤廃しても、ヒントンは中国共産党を支持した。しかし、鄧小平の市場改革により中国が毛沢東の社会主義から離れていくにつれて、ヒントンは中国の政策に対し冷淡になっていった。最終的には、『深翻』（Shenfan。『翻身』(Fanshen)を逆から読んだものと同音となる）や『大逆転』を著し、中国共産党が掲げる社会主義市場経済や改革開放に率直に反対するようになった。
1995年、妻のキャサリン・チウがユニセフの職員としてモンゴルに赴任した際、ヒントンも同行し、モンゴルで農学の指導にあたった。

## 私生活
1945年、作家・翻訳家のバーサ・スネック(Bertha Sneck)と結婚した。2人の間の一人娘のカルマ(Carma)は、学者・ドキュメンタリー映画監督で、映画『天安門』の共同監督の一人である。1954年にバーサと離婚した。
1958年、冶金技術者のジョアンヌ ・ライフォード(Joanne Raiford)と結婚し、3人の子供をもうけた。1986年にジョアンヌが亡くなった後、1987年にユニセフ職員のキャサリン・チウ(Katherine Chiu)と結婚した。
ヒントンは2004年3月15日にマサチューセッツ州コンコードにて85歳で死去した。

## 著作物
- 1966, Fanshen: A Documentary of Revolution in a Chinese Village, Monthly Review Press, ISBN 0-520-21040-9, 0-85345-046-3, 0-394-70465-7, 1-58367-175-7.
  - 日本語訳: 『翻身 ある中国農村の革命の記録』 Fanshen 1966（加藤祐三、春名徹訳、平凡社、1972年）
- (1970). Iron Oxen; a Documentary of Revolution in Chinese Farming. New York: Monthly Review Press
  - 日本語訳:  『鉄牛 中国の農業革命の記録』 Iron Oxen 1970（加藤祐三,赤尾修共訳、平凡社、1976年）
- (1969). "Fanshen" Re-Examined in the Light of the Cultural Revolution. Boston, MA: New England Free Press
- 1972, Hundred Day War: The Cultural Revolution at Tsinghua University, Monthly Review Press, ISBN 0-85345-281-4, 0-85345-238-5.
  - 日本語訳:  『百日戦争 清華大学の文化大革命』 Hundred Day War 1972（春名徹訳、平凡社、1976年）
- 1972, Turning Point in China: An Essay on the Cultural Revolution, Monthly Review Press, ISBN 0-85345-215-6.
  - 日本語訳: 『中国文化大革命 歴史の転轍とその方向』 Turning Point in China 1972（藤村俊郎訳、平凡社、1974年）
- 1984, Shenfan, Vintage, ISBN 0-394-72378-3, 0-330-28396-0, 0-394-48142-9.
- 1989, The Great Reversal: The Privatization of China, 1978-1989, Monthly Review Press, ISBN 0-85345-794-8, 0-85345-793-X.
  - 日本語訳: 『大逆転 鄧小平・農業政策の失敗』 The Great Reversal 1989（田口佐紀子訳、亜紀書房  1991年5月）
- 1995, Ninth Heaven to Ninth Hell: The History of a Noble Chinese Experiment (with Qin Huailu and Dusanka Miscevic), Barricade Books, ISBN 1-56980-041-3. About Chen Yonggui and Dazhai.
- (2003). “Background Notes to Fanshen”. Monthly Review 55 (5):  45. doi:10.14452/MR-055-05-2003-09_7.
- 2006, Through a Glass Darkly: American Views of the Chinese Revolution, Monthly Review Press, ISBN 1-58367-141-2. A critique of Edward Friedman, Paul G. Pickowicz, Mark Selden, Chinese Village, Socialist State, Yale University Press 1991, ISBN 0-300-05428-9.